# Tschlin
Tschlin (, toponimo romancio; in tedesco Schleins, ufficiale fino al 1943, in italiano Celino, desueto) è una frazione di 429 abitanti del comune svizzero di Valsot, nella regione Engiadina Bassa/Val Müstair (Canton Grigioni).

## Geografia fisica
Tschlin è situato in Bassa Engadina, sul lato sinistro del fiume Inn; dista 64 km da Davos, 77 km da Sankt Moritz, 121 km da Coira e 201 km da Lugano. Il punto più elevato del territorio è la cima del Muttler (3 294 m s.l.m.), che segna il confine con Ramosch e Samnaun. La regione in cui sorge Tschlin si caratterizza per un buon soleggiamento e per un modesto livello di precipitazioni annue.

## Storia
Tscglin è menzionata per la prima volta attorno al 1200 quale Silîs in un documento dell'Abbazia di San Magno a Füssen. Già comune autonomo istituito nel 1854 e che si estendeva per 74,93 km², comprendeva anche le frazioni di Martina e Strada e gli insediamenti di Chaflur, San Niclà, Sclamischot e Vinadi; il 1º gennaio 2013 è stato accorpato all'altro comune soppresso di Ramosch per formare il nuovo comune di Valsot.

## Monumenti e luoghi d'interesse

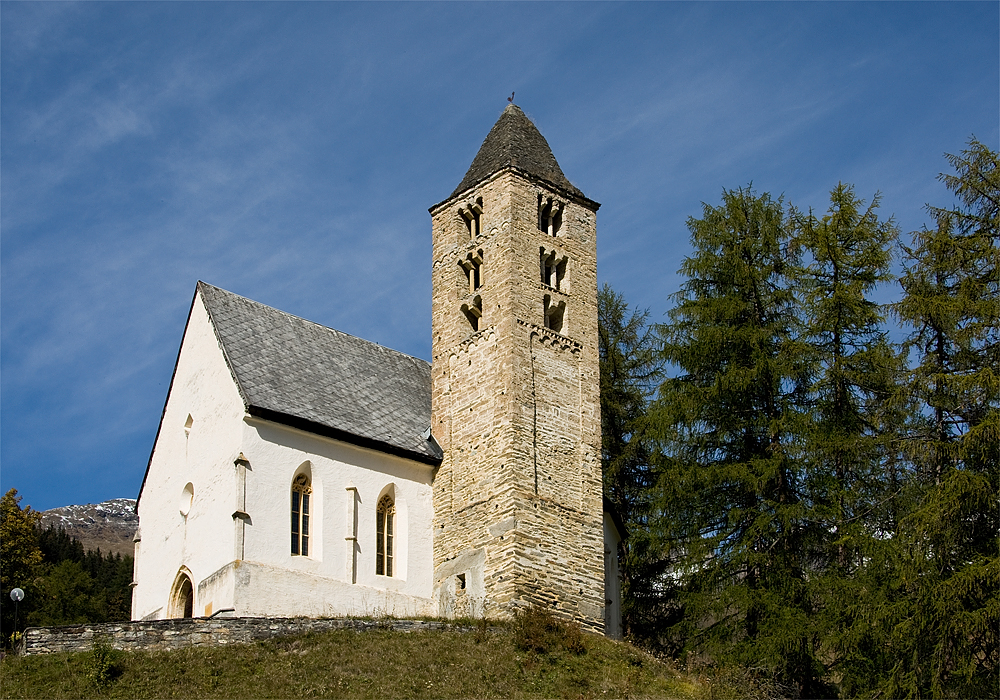
La chiesa riformata

- Chiesa riformata (già chiesa cattolica di San Biagio), eretta nel Medioevo e ricostruita nel 1515 da Bernardo da Poschiavo[1];
- Campanile della chiesa di San Giovanni Battista, eretta nel Medioevo e distrutta da un incendio nel 1856[1].

## Società

### Evoluzione demografica
L'evoluzione demografica è riportata nella seguente tabella:
Abitanti censiti

### Lingue e dialetti
A Tschlin si parlano romancio (76% della popolazione) e tedesco (24%).

## Infrastrutture e trasporti
La stazione ferroviaria più vicina è quella di Scuol-Tarasp della Ferrovia Retica, sulla linea Pontresina-Scuol, distante 18 km.